# Stibaera telharsa
Stibaera telharsa là một loài bướm đêm trong họ Noctuidae.